# Exorzismus
Als Exorzismus (latinisiert aus griechisch ἐξορκισμός, exorkismós, „das Hinausbeschwören“) wird eine meist religiöse Praxis bezeichnet, vermeintlich besessene Menschen und Tiere oder verfluchte Orte und Gegenstände von bösen Geistern zu befreien. Exorzismen werden auch Teufels- oder Dämonenaustreibung genannt und gehören zum Bereich der seit der Antike üblichen apotropäischen Handlungen. Der Exorzist nutzt zumeist beschwörende Exorzismusformeln, um mit dem vermeintlichen Dämon in Kontakt zu treten und ihn schließlich zum Verlassen des Körpers zu bewegen. Eine Ausprägung des Exorzismus ist der geistige Dialog über das Gebet.

## Besessenheit als psychisches Phänomen
Typische Anzeichen für die vermeintlich dämonische Besessenheit einer Person überschneiden sich mit Symptomen psychischer Erkrankungen. So ist zuvor ärztlicherseits abzuklären, ob Trance- und Besessenheitszustände (ICD-11 6B63, ICD-10 F44.3) oder eine Dissoziative Identitätsstörung vorliegt. Läuterungsrituale, wie sie in manchen klerikalen Kreisen noch immer vertreten werden, zeigen mitunter Ähnlichkeiten zu psychotherapeutischen Verfahren.
Von Seiten der modernen Bibelkritik wird die Existenz von Dämonen bestritten. Ein wörtliches Verständnis neutestamentarischer Zeugnisse wird mit der Begründung abgelehnt, dass der damaligen Zeit die heutigen Kenntnisse über psychische Krankheiten fehlten. Für Rudolf Bultmann ist ein Glaube an Dämonen und Wunder nicht mit der Gegenwart vereinbar: „Man kann nicht elektrisches Licht und Radioapparat benutzen, in Krankheitsfällen moderne medizinische und klinische Mittel in Anspruch nehmen und gleichzeitig an die Geister- und Wunderwelt des Neuen Testaments glauben.“ Der Katechismus der katholischen Kirche unterscheidet ausdrücklich zwischen „Besessenheit“ und Geisteskrankheiten. Diese „zu behandeln, ist Sache der ärztlichen Heilkunde“.
In Deutschland muss ein Exorzismus vom örtlichen Bischof genehmigt werden, wofür ein medizinisch-psychologisches Gutachten nötig ist. Heute muss sich der Exorzist vor dem Vollzug eines Großen Exorzismus Gewissheit verschaffen, dass wirklich eine „Besessenheit“ vorliegt und kein Trauma und keine Krankheit. Da er das selbst nicht beurteilen kann, ist unbedingt das Urteil unabhängiger Psychiater und Psychotherapeuten einzuholen.

## Altertum
Exorzismen schädlicher Geister und Dämonen gab es im Alten Orient, im Alten Ägypten, im Judentum, im Hellenismus, im Islam und im Schamanismus.
In Mesopotamien waren mašmāšu- oder ašīpu-Priester für die Austreibung böser Geister, die vermeintlich Krankheiten verursachten, und für Reinigungsrituale zuständig. Sie waren oft in Tempeln angestellt. Exorzisten konnten auch in Gerichtsverfahren eingesetzt werden, wenn sich Zeugen durch „Zauber“ bedroht fühlten. Das Haus des Exorzisten (713–612 v. Chr.) in Aššur enthielt über 800 Keilschrifttafeln, darunter zahlreiche Texte, die zu diesem Zweck verwendet wurden, zum Beispiel die Serie „Wenn der Exorzist zu dem Haus eines kranken Menschen geht“ und die Uruk-Prophezeiung. Die Bibliothek des Aššurbanipal in Niniveh enthielt ebenfalls zahlreiche exorzistische Texte. Aus Assur sind namentlich die mašmāšu-Priester Anu-ikṣur, Sohn des Šamaš-iddin, und Iqiša, Sohn des Ištar-šum-ereš, bekannt. Anu ist der Schutzgott der Exorzisten, einer seiner Beinamen ist mupaššir nambûrbe idāti itāti limnēti šunāte pardāte la ṭādâte, „Er, der den Exorzistismen Macht verleiht, um mit dem pašāru Ereignisse mit schlechter Vorbedeutung und die Auswirkungen verwirrter und gottloser Träume zu verhindern“ (King BMS 62 + 1. 12). Auch Asalluḫi ist mit Exorzismen verbunden.

## Judentum

### Tanach
Geister, die einem Menschen schaden, werden an einigen wenigen Stellen im Tanach von Gott ausgesandt. So kommt ein böser Geist (1 Sam 16,14 ; 1 Sam 18,10 ) von Gott über den sündigen König Saul, nachdem der Geist Gottes von ihm gewichen ist. In 1 Kön 22  sendet Gott einen Lügengeist in den Propheten Zedekia, Sohn des Kenaana, um die sündigen Könige von Israel und Juda in einen Feldzug zu locken, der im Desaster endet. Eine Besessenheit durch böse, unabhängig von einem Auftrag Gottes agierende Geister oder Dämonen kennt der Tanach nicht.

### Volksglauben
Im jüdischen Volksglauben wird ein zumeist böser Totengeist als Dibbuk bezeichnet, der einen lebenden Körper besetzt, nachdem sich die Seele nicht von ihrer irdischen Existenz trennen konnte. Den Erzählungen nach ist ein Dibbuk zumeist männlich, bewirkt irrationales Verhalten und kann in einer Zeremonie durch einen chassidischen Mystiker ausgetrieben werden.

## Christentum

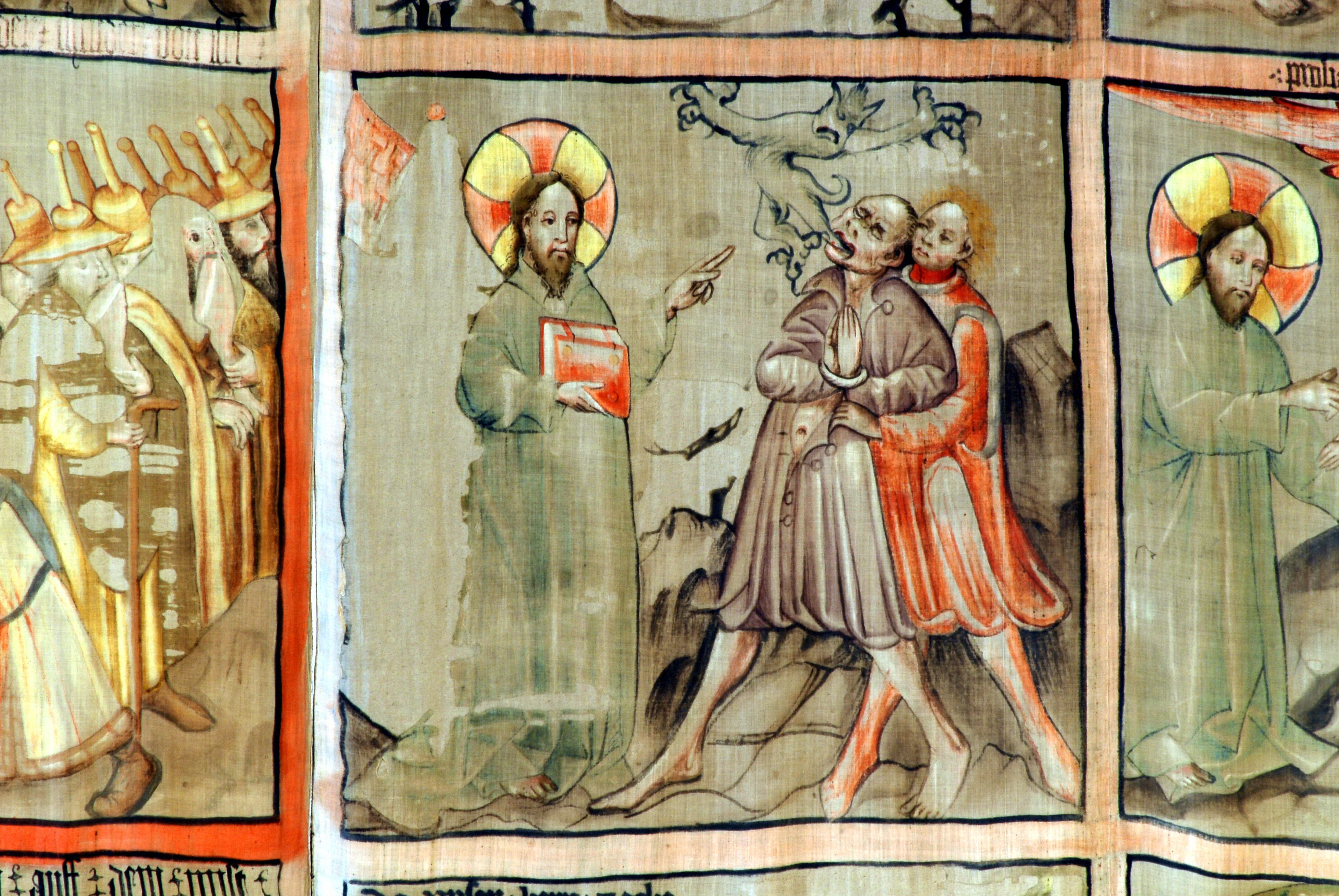
Dämonenaustreibung durch Jesus Christus, Fastentuch im Gurker Dom aus dem Jahr 1458, geschaffen von Meister Konrad von Friesach

### Neues Testament
Das Neue Testament setzt, beruhend auf dem mit dem Tanach inhaltlich übereinstimmenden Alten Testament, die Existenz von Dämonen voraus. In Eph 6,12  werden sie „Beherrscher dieser finsteren Welt“ genannt. Jesus Christus heilte bei seinen Exorzismen meist gleichzeitig Krankheiten, die bei den betroffenen Menschen infolge der Besessenheit aufgetreten waren. Besonders das Markusevangelium (Mk) schildert solche Austreibungen eindrücklich. Es lässt Jesu öffentliches Wirken in Mk 1,23–39  mit einem Exorzismus beginnen: „Und er zog durch ganz Galiläa, predigte in den Synagogen und trieb die Dämonen aus.“ Weiter wird berichtet, wie Jesus einem Besessenen den Dämon bzw. die Dämonen Legion austreibt (Mk 5,1–20 ). Auch Jesu Apostel erhalten die Macht, Dämonen auszutreiben (Mk 3,15 ).

### Kirchengeschichte

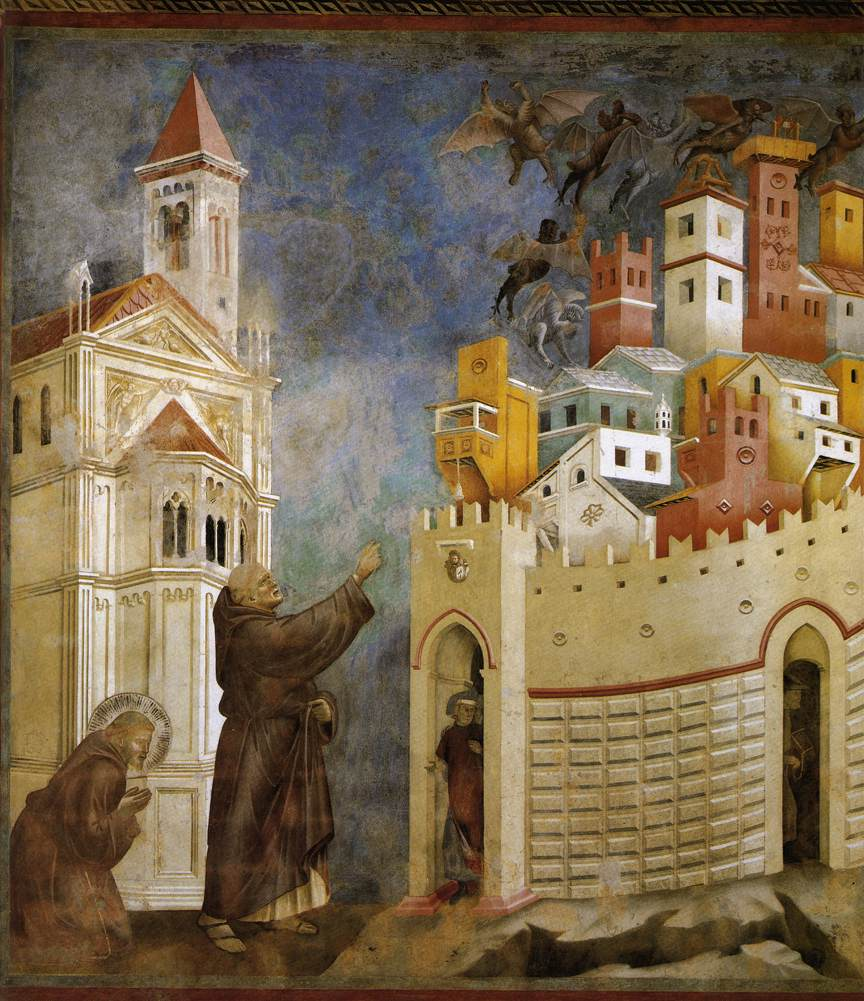
Exorzismus durch den heiligen Franziskus in Arezzo, Gemälde von Giotto

In der Frühzeit des Christentums war der Glaube an Dämonen und an die Notwendigkeit von Exorzismen weit verbreitet, teilweise übernommen aus heidnischer, insbesondere schamanischer, Tradition und fest verwurzelt im Volksglauben. Aber auch für die Kleriker war der Dämonenglaube selbstverständlich, und so wurde das kirchliche Amt des Exorzisten speziell für diese Aufgabe geschaffen. Die meisten größeren Gemeinden hatten zumindest einen Exorzisten. Exorzismus wurde auch an abtrünnigen Christen ausgeübt, da man die Abwendung vom christlichen Glauben als vom Teufel verursacht ansah.
Christliche Autoritäten wie Antonius, Kyrill von Jerusalem und Johannes Chrysostomos empfahlen das Kreuzzeichen als Mittel zur Austreibung von Dämonen. Auch der Kirchenvater Origenes beschrieb detailliert die Möglichkeiten der Dämonenaustreibung. Als weitere Mittel wurden und werden genannt: vor allem der Name Jesu Christi, danach das Taufsiegel, Anblasen, Ausspucken, Räuchern (auch andere Gerüche), Erz, Eisen, Feuer, Knoblauch, Zwiebeln, Glockenläuten sowie Verzicht auf Schweinefleisch.

### Römisch-katholische Kirche
Das Phänomen der Besessenheit hat – da es kein Spezifikum der katholischen Kirche war – bei den frühchristlichen Apologeten zuerst keine besondere Beachtung gefunden. Irenäus von Lyon sah in der Teufelsaustreibung noch eine Gnade, die dem Einzelnen von Gott verliehen wird. Tertullian und andere Kirchenschriftsteller vertraten die Meinung, dass jeder Christ, der davon überzeugt war, diese Gabe zu besitzen, mit der Taufe die Erlaubnis erlange, als Exorzist zu wirken. Da sich manche Exorzisten sehr selbstherrlich gebärdeten und oft Exorzismusformeln wählten, die nicht dem Geist der Kirche entsprachen, versuchte die römische Kirche im 3. Jahrhunderts durch die Einführung einer  besonderen Weihe – der Exorzistenweihe – diesen Wildwuchs einzudämmen. Trotzdem blieb im Bewusstsein der Gläubigen noch lange die Vorstellung lebendig, dass Christen, auch Frauen, aufgrund von besonderen Gnadengaben Teufel austreiben könnten.  Auf dem Konzil von Laodicea (dessen Beschlüsse später im Decretum Gratiani Aufnahme fanden), wurde die Durchführung des Exorzismus ganz an die Genehmigung des Bischofs gebunden. Damit verlor das Exorzistat, das neben den anderen Kirchenämtern (Ostariat, Lektorat, Akolythat und Subdiakonat) als eine Vorstufe zum Empfang der höheren Weihen angesehen wurde, immer mehr an Bedeutung, bis es als eigenständige Weihestufe gänzlich erlosch. Als Folge der durch das Konzil von Trient initiierten Liturgiereform erschien 1614 unter Papst Paul V. das Rituale Romanum, das neben einigen Formeln des Taufexorzismus auch einen Ritus für den Exorzismus an Besessenen („großer Exorzismus“) enthält. Im Rituale Romanum hieß es ursprünglich noch: „Sacerdotes sive quivis alius legitimus Eccelsiae minister“ (Priester und andere legitime Diener), weil aber can. 1152 CIC/17 nur noch den „sacerdos“ erwähnt, wurde der erweiternde Zusatz bei der Revision des Rituale im Jahr 1925 schließlich ganz gestrichen.

#### Allgemein
Die römisch-katholische Kirche versteht unter dem Begriff ‚Exorzismus‘ die Bitte an Gott, den Menschen von der Macht des Bösen zu befreien. Beim Exorzismus ist „die Zusammenarbeit mit Psychiatern […] grundlegend“. Vor einem Exorzismus ist die „Konsultation von Psychiatern“ vorgeschrieben.
Katholische Exorzisten unterscheiden heute zwischen Besessenheit (auch Infestation oder Umsessenheit genannt) einerseits und religiöser Hysterie und diversen Geisteskrankheiten andererseits. Der Exorzismus solle nur bei Besessenheit und deren Abstufungen zur Anwendung kommen. Es wird zugestanden, dass ein Besessener auch Anzeichen einer Geisteskrankheit zeigen kann.
Der Taufexorzismus umfasst neben einer Beschwörung des Salzes  und einer Beschwörung des Öles  auch Formeln zum Exorzismus am Täufling. Der Taufexorzismus hat seine Wurzeln bereits in der Alten Kirche, wonach der Täufling erst von der Macht der Dämonen befreit wird, um sich dann zur Macht Gottes zu bekennen. Dieser altkirchliche Taufexorzismus, der seinen ursprünglichen Platz noch in der Taufvorbereitung erwachsener Taufbewerber hatte, wurde bis zum Mittelalter stark ausgebaut und mit dem Aufkommen der Säuglingstaufe dieser unmittelbar vorangestellt. In den nachkonziliaren liturgischen Büchern wurden diese Taufexorzismen für die Erwachsenentaufe wieder in die Vorbereitungszeit verlegt und bei der Kindertaufe wurden die imprekativen (an die Dämonen gerichteten) Formeln durch eine deprekative (an Gott gerichtete) Bitte um Schutz vor den Versuchungen des Bösen ersetzt. Ein Exorzieren des Öls oder Salzes findet nicht mehr statt.
Der Exorzismus an Besessenen kam aus der fränkischen Tradition in das Rituale Romanum von 1614, Abschnitt De Exorcismis et supplicationibus quibusdam („Exorzismen und Bittgebete“). Das Ritual besteht aus:
- Vorbereitung
  - Kreuzzeichen
  - Besprengung mit Weihwasser
  - Allerheiligenlitanei
  - Antiphon
  - Vaterunser
  - Ps 54 EU
- erste Exorzismushandlung
  - Versikel
  - erste Oration
  - zweite Oration
  - erster Exorzismus
  - Schriftlesung(en)
  - Bitte um Stärkung des Exorzisten
  - Kreuzzeichen
  - Zeigen des Kreuzes
- zweite Exorzismushandlung
  - Versikel
  - Oration
  - imprekativer Exorzismus
- dritte Exorzismushandlung
  - Versikel
  - Oration
  - imprekativer Exorzismus
- vierte Exorzismushandlung
  - Versikel
  - Oration
  - imprekativer Exorzismus
- Abschluss
  - Magnificat
  - Benedictus
  - Athanasisches Glaubensbekenntnis
  - Psalmenrezitation
  - Gebet nach der Befreiung[23]

Bei diesem Exorzismusritus sind also deprekative Formen (Orationen) direkt mit imprekativen Formen verbunden. In den Praenotanda wird ausdrücklich auf die Werke anderer Autoren verwiesen. Mit den hier nur angedeuteten Werken sind nicht-römische Exorzismushandbücher gemeint, die sich zu dieser Zeit großer Beliebtheit erfreuten und denen gegenüber der Exorzismus des Rituale Romanum überraschend rational erscheint.
Ergänzt wurde dieser Exorzismusritus 1925 durch den Exorcismus in satanam et angelos apostaticos, den Papst Leo XIII. 1890 veröffentlicht hatte.
Im Zuge der nachkonziliaren Liturgiereform wurden die einzelnen Bücher des Rituale Romanum sukzessive überarbeitet. Die Neufassung des großen Exorzismus erschien 1999. Nach Protesten, die die Wirksamkeit und Praktikabilität dieses Formulars anzweifelten, erließ der Präfekt der Kongregation für den Gottesdienst und die Sakramentenordnung, Jorge Arturo Medina Estévez, eine Notifikation, wonach jeder Diözesanbischof für seine Diözese die Erlaubnis, den Exorzismus nach altem Formular zu feiern, stellen kann und diesen Anträgen bereitwillig entsprochen werde.
Das aus dem Jahr 1614 stammende Ritual wurde, nachdem am 22. November 1998 ein neuer Exorzismus-Ritus mit nur wenigen Änderungen gegenüber dem Text von 1614 Rechtskraft erlangt hatte, 1999 von der Kongregation für den Gottesdienst und die Sakramentenordnung überarbeitet und mit Auflagen versehen.

#### Jüngere Vergangenheit und Gegenwart
Ein Exorzismus-Gebet (oder „Gebet um Schutz vor dem Bösen“) ist bis heute fester Bestandteil des katholischen Ritus der Kindertaufe. In der Kurzform des Kindertaufritus entfällt das Gebet.

„Weil die Taufe Zeichen der Befreiung von der Sünde und deren Anstifter, dem Teufel, ist, spricht man über den Täufling einen Exorzismus (oder mehrere). Der Zelebrant salbt den Täufling oder legt ihm die Hand auf; danach widersagt der Täufling ausdrücklich dem Satan. So vorbereitet, kann er den Glauben der Kirche bekennen, dem er durch die Taufe ‚anvertraut‘ wird [Vgl. Röm 6,17].“

Bei der Eingliederung Erwachsener in die Kirche wird das Exorzismus-Gebet schon vor der Taufe im Rahmen der Stärkungsriten gesprochen.
Was den „großen“ Exorzismus angeht, erregte in Deutschland in jüngerer Zeit vor allem der Fall der Anneliese Michel Aufsehen. Die junge Frau starb 1976 im Verlauf des kirchlich genehmigten Exorzismus an Unterernährung und Entkräftung, nachdem zuvor die ärztliche Behandlung abgebrochen worden war. Die Eltern Michels und die beiden Exorzisten wurden wegen fahrlässiger Tötung jeweils zu halbjährigen Bewährungsstrafen verurteilt.
Bereits einen Monat nach dem Tod begann parallel zur juristischen Aufarbeitung des Falls dessen Mystifikation. Unter dem Druck der nicht nachlassenden öffentlichen Diskussion entschied sich die Deutsche Bischofskonferenz 1979 zur Einberufung einer Kommission zur Klärung grundsätzlicher Fragen im Kontext von Besessenheit und Exorzismus. In die Kommission wurden ganz bewusst neben Theologen auch Psychologen berufen; den Vorsitz hatte Prälat Josef Homeyer. Die Ergebnisse der Kommission veranlassten die Deutsche Bischofskonferenz 1984 zu einem Gesuch in Rom, den Exorzismus als „Liturgie zur Befreiung vom Bösen“ umzugestalten. Insbesondere sollte eine Zusammenarbeit von Priestern, Psychologen und Medizinern zur zwingenden Voraussetzung gemacht werden. Dennoch nimmt die Neufassung des Exorzismusrituals von 1999 den Begriff „Exorzismus“ statt „Liturgie zur Befreiung vom Bösen“ im Titel auf. Während diese für die im deutschen Sprachraum gefeierten Liturgien eine relativ geringe Bedeutung haben dürfte, war und ist der katholische Exorzismusritus in den afrikanischen und lateinamerikanischen Ländern sowie Frankreich und Italien noch sehr präsent.
14 Jahre nach dem Tod Anneliese Michels kam es erneut zu einem Exorzismus mit Todesfolge. Im Jahr 1990 unterzog sich ein pädophiler Priester im indischen Bundesstaat Kerala einem vom Engelwerk durchgeführten Exorzismus. Infolge des Rituals, bei dem die „Homosex-Dämonen Dragon, Varina und Selithareth“ ausgetrieben werden sollten, verübte der Priester einen Sexualmord. Seitens des Engelwerkes wurde der Mord dem Wirken des „Dragon, Götze des Meuchelmordes, der sodomitischen Sünde, der Blutrache und des Blutrausches“ zugeschrieben. Zwei Jahre später untersagte die Kongregation für die Glaubenslehre dem Engelwerk die Durchführung von Exorzismen außerhalb der kirchlichen Regeln. Ob ein ursächlicher Zusammenhang des Verbots mit dem Mord bestand, ist unbekannt.
An der Päpstlichen Universität Regina Apostolorum werden seit einigen Jahren Exorzismuskurse angeboten und 2004 gab es auch eine erste internationale Exorzismuskonferenz in Mexiko. Während einer Generalaudienz auf dem Petersplatz am 15. September 2005 wandte sich Papst Benedikt XVI. an die Teilnehmer des Nationalkongresses der italienischen Exorzisten und ermutigte sie dazu, „mit ihrem wertvollen Dienst an der Kirche fortzufahren“. Unter seinem Vorgänger Johannes Paul II. wurden im Jahre 2003 in Italien circa 200 Priester als Exorzisten bestellt. Im Jahr 2005 nahm erstmals eine Frau, die katholische Theologin Alexandra von Teuffenbach, an der Exorzistenausbildung teil. Die Ausbildung soll dazu dienen, das „Gebet um Befreiung“ in geordnete Bahnen zu führen und nur von psychologisch und geistlich Erfahrenen vornehmen zu lassen.

#### Ritual
Grundsätzlich darf ein großer Exorzismus nur auf Erlaubnis des Diözesanbischofs von einem dafür bestellten Exorzisten vorgenommen werden. Dieser ist dazu verpflichtet, zunächst zu prüfen, ob eine dämonische Besessenheit vorliegt oder nicht vielmehr eine psychische Krankheit, und soll sich im Zweifelsfall darüber mit Medizinern und Psychiatern besprechen. Sind die Voraussetzungen erfüllt, findet ein Exorzismus unter Ausschluss der Öffentlichkeit in einer Kapelle oder einem Andachtsraum statt. Der Ritus wird nach einem bestimmten Schema gegliedert, der die Verkündigung des Evangeliums und das fürbittende Gebet ins Zentrum stellt:
- Besprengung mit Weihwasser
- Wortgottesdienst
  - Litanei
  - Psalmen
  - (optional: Psalmenoration)
  - Evangelium
- Symbolhandlung
  - Handauflegung
  - Glaubensbekenntnis
  - Zeigen des Kreuzes
  - deprekativer Exorzismus
  - (optional: imprekativer Exorzismus, siehe unten)
- Abschluss
  - Danklied
  - Gebet
  - Segen

Die heutige Grundform bildet ein deprekativer Exorzismus, d. h. eine an Gott gerichtete Bitte, er möge die betreffende Person befreien. Unter Umständen kann auch eine imprekative Formulierung des Exorzismus folgen, bei der der Priester den bösen Geist direkt anspricht und ihm im Namen Jesu gebietet, zu weichen.

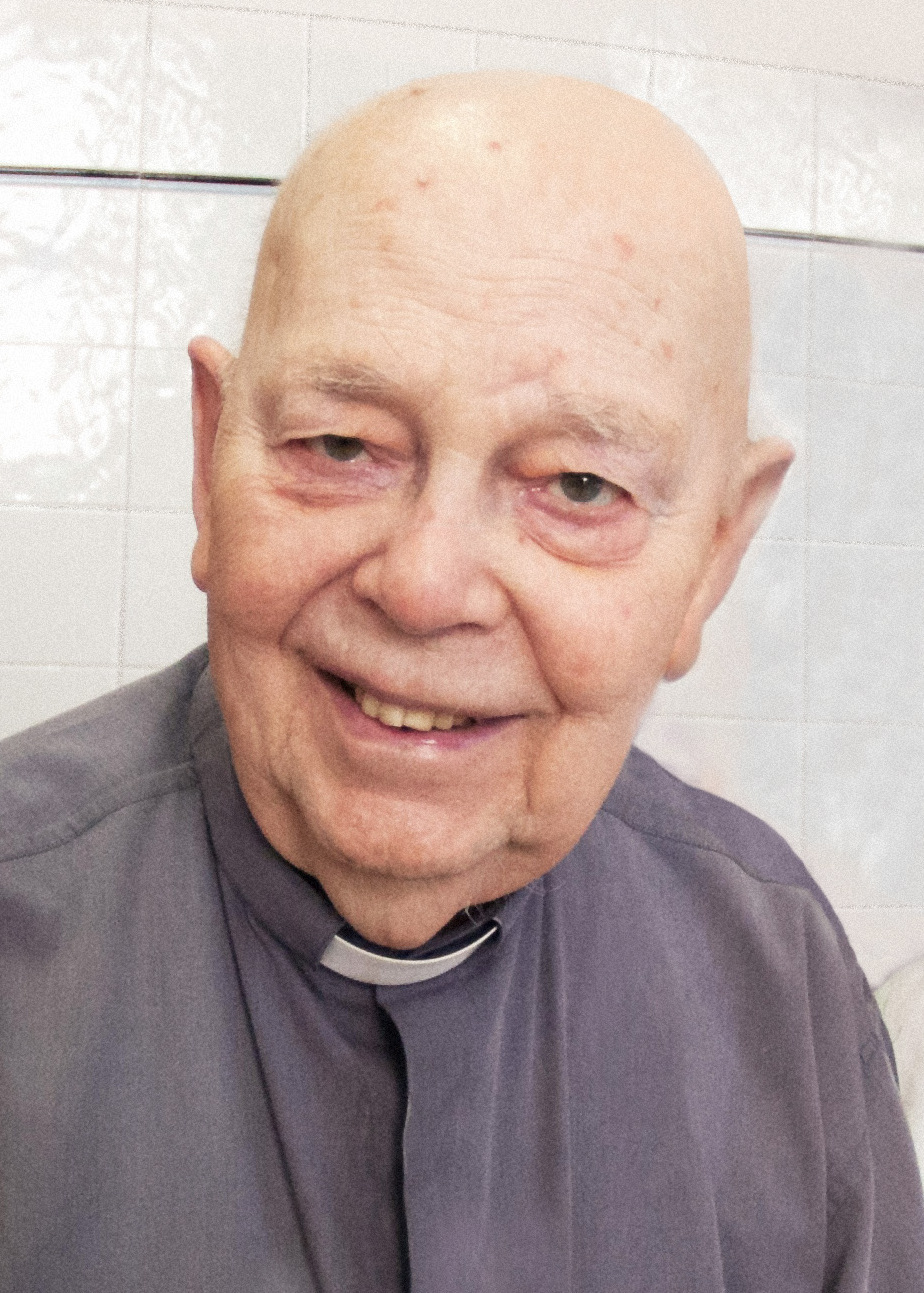
Gabriele Amorth

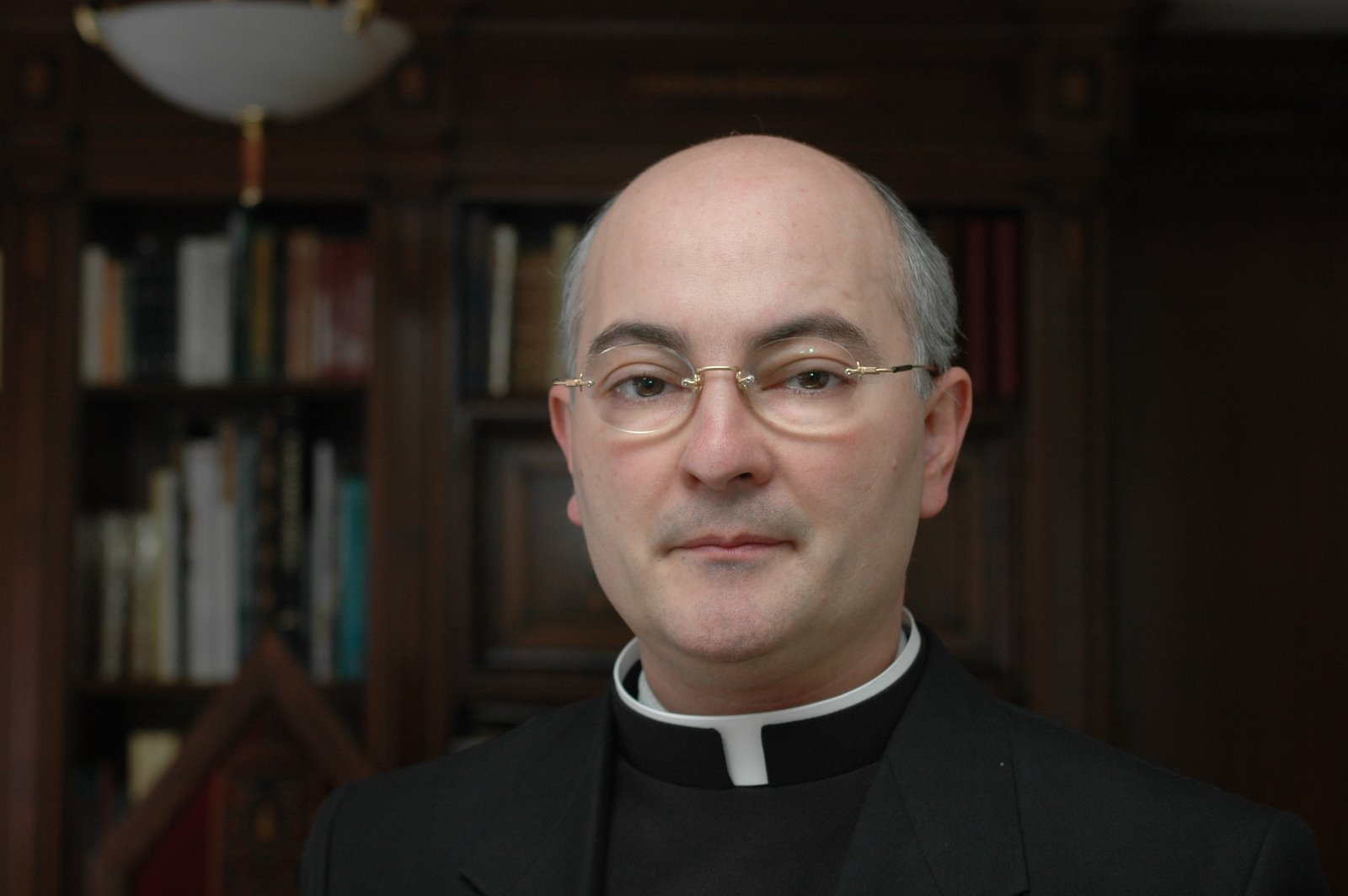
José Antonio Fortea

#### Bekannte Exorzisten
Gabriele Amorth war Schüler von Pater Candido Amantini vom Passionistenorden (CP), der von 1961 bis zu seinem Tod 1992 Exorzist der Diözese Rom war. Amorth berief sich auf biblische Texte wie Lk 9,1 , um die reale und nicht nur sinnbildliche Existenz von Dämonen und den Auftrag der Christen, dieselben auszutreiben, zu belegen. Er betonte dabei den Unterschied zwischen christlichen Exorzisten oder Befreiungsgebeten und magischen oder heidnischen Praktiken. Als oftmalige Ursache von Besessenheit nannte er die Beschäftigung mit Okkultismus durch Pendeln, Totenbeschwörung oder Kartenlegen sowie das Aufsuchen von Wahrsagern und Magiern, wobei er ausdrücklich nicht zwischen „weißer“ und „schwarzer“ Magie unterschied, sondern beides als gefährlich, da nicht göttlichen Ursprungs, betrachtete.
José Antonio Fortea Cucurull ist ein römisch-katholischer Priester und Exorzist. Er veröffentlichte mehrere Bücher über Dämonologie, Besessenheit und Exorzismus.

### Orthodoxe Kirchen
Die orthodoxe Kirche hat eine eigene Tradition des Exorzismus. Es entwickelte sich ein Kanon von Exorzismusgebeten, unter anderem solche, die dem heiligen Basilius dem Großen und Johannes Chrysostomos zugeschrieben werden. Es gab dabei aber keine „offizielle“ Institutionalisierung eines Exorzistenamtes wie in der katholischen Tradition. Das Gebet vom Befreiung vom Teufel bzw. Dämonen ist Teil der Heilungs- und Befreiungspraxis, besonders in der Liturgie und im Umfeld von Klöstern.
Aufsehen erregte der Fall der 23-jährigen Nonne Maricica Cornici, die im Juni 2005 im rumänischen Kloster Tanacu (Kreis Vaslui) im Rahmen eines exorzistischen Rituals an ein Kreuz gebunden wurde und an den Folgen starb.

### Evangelische Kirchen
Ursprünglich übernahm Luther die Lehre und Praxis des Exorzismus. Noch zur Zeit der Reformation findet sich der Exorzismus in Taufformularen, in denen er der eigentlichen Taufe vorangeht. In Luthers Taufbüchlein von 1526 heißt es z. B.: „Fahre aus, du unreiner Geist, und gib Raum dem Heiligen Geist.“ Dies verdeutlicht den Vorgang des Herrschaftswechsels durch die Taufe vom Machtbereich des Teufels in den Machtbereich Gottes. Luthers „Taufbüchlein“ ist auch Teil der Bekenntnisschriften der evangelisch-lutherischen Kirche.
Der Taufexorzismus blieb in lutherischen Kirchen bis ins 17. Jahrhundert üblich. Dämonenaustreibungen bei Besessenheit hingegen wurden selten und sehr zurückhaltend durchgeführt. Dies stellte nicht zuletzt eine Abgrenzung zum katholischen „Wunder- und Aberglauben“ dar. Seit der Aufklärung ist der Exorzismus aus der evangelischen Praxis verschwunden.

### Charismatische Bewegung und Pfingstkirchen
In der charismatischen und der pfingstkirchlichen Bewegung gibt es den sogenannten Befreiungsdienst, bei dem es auch um das Vertreiben von Dämonen geht, allerdings handelt es sich in vielen Fällen um relativ unspektakuläre Ursachen, hinter denen ein dämonischer Einfluss vermutet wird (Rauchen, Pornografie, Horoskope lesen), und das Verfahren besteht üblicherweise aus einem kurzen Gebet mit Handauflegen. Einzelne pfingstkirchliche Theologen leiten aus gewissen Bibelstellen auch die Existenz sogenannter „Territorialmächte“ ab, die angeblich ihren Einfluss auf ein Haus, einen Ortsteil oder eine ganze Stadt geltend machen können, und praktizieren bzw. empfehlen eine Art „Freibeten“ (vgl. „Geistliche Kriegsführung“) solcher Plätze oder Räume.
In Afrika gibt es im Umfeld der Pfingstbewegung das Phänomen der „Hexenkinder“, an welchen oft gewaltsame Exorzismusrituale vorgenommen werden. Um angebliche Dämonen auszutreiben, werden Kinder unter anderem mit Säure übergossen, in Brand gesetzt oder verstümmelt. Vor allem in ungebildeten Bevölkerungsteilen haben fundamentalistische Pfingstsekten wie Combat Spirituel Zulauf.

## Islam
Der Exorzismus im Islam hat eine lange Geschichte und spielt auch heute noch in verschiedenen muslimischen Gesellschaften eine bedeutende Rolle.
Im Islam basiert die Vorstellung von Besessenheit und Exorzismus auf dem Glauben an Dschinn (unsichtbare Wesen), die laut Koran aus rauchlosem Feuer erschaffen wurden (Sure 55:15). Dschinn können sowohl gut als auch böse sein und werden für manche psychische, physische oder spirituelle Probleme verantwortlich gemacht. Bereits in der Frühzeit des Islams wurde der Koran als heilende Kraft gesehen. Man glaubte, dass das Rezitieren bestimmter Verse böse Einflüsse vertreiben könne. Als Ruḳya (رُقْيَة) wird die islamische Praxis der spirituellen Heilung bezeichnet, die oft auch als Exorzismus verstanden wird. Sie beinhaltet das Rezitieren von Koranversen, z. B. die Sure Al-Fātiḥa, Al-Baqara (besonders Vers 255 – der Thronvers), oder die Schutzsuren Al-Falaq und An-Nās.
Exorzismus im Sinne von Ruqya Scharʿiyya „rechtmäßige Ruqya“ ist heute in vielen muslimisch geprägten Regionen verbreitet, so in Nordafrika, im Nahen Osten, Südasien, aber auch in muslimischen Gemeinden in Europa, die dies als Teil ihres kulturellen Erbes verstehen. Dazu gehört die Koranrezitation durch einen religiös geschulten Heiler (Rāqī), die Verwendung von Zamzam-Wasser, Öl oder Kräutern, sowie das körperliche „Austreiben“ böser Geister durch laute Gebete oder symbolische Gesten. Es gibt heute spezialisierte Ruqya-Zentren, Online-Sitzungen, aber auch Social-Media-Kanäle, die Exorzismus als Dienstleistung anbieten.
Exorzismus wird auch zur sozialen Kontrolle missbraucht, um unliebsames Verhalten – vor allem von Frauen – als „Besessenheit“ zu stigmatisieren.
2020 wurde in Berlin ein islamischer Wunderheiler angeklagt. Ihm wird vorgeworfen eine Frau mit einer tödlichen Salzwasserkur getötet zu haben. Die Frau sollte von ihrer Kinderlosigkeit geheilt werden. 2021 wurden mehrere der Beteiligten zu Haft- und Geldstrafen verurteilt.

## Mischreligionen
Der letzte bekannte Todesfall ereignete sich am 5. Dezember 2015 in Frankfurt am Main (Exorzismus-Todesfall in Frankfurt am Main 2015); Opfer war eine 41-jährige Südkoreanerin, die einer christlichen Mischreligion anhing. Am 16. Juni 2016 erhob die Staatsanwaltschaft Frankfurt Anklage gegen fünf tatverdächtige Verwandte der Getöteten. Bei diesen soll es sich laut Staatsanwaltschaft um voll schuldfähige Personen im christlichen, buddhistischen und schamanistischen Umfeld gehandelt haben, unter ihnen ihr Sohn und zwei weitere Jugendliche sowie zwei Frauen. Welcher Kirche oder Sekte die Angeklagten angehörten, konnte nach Angaben der Oberstaatsanwältin Nadja Niesen nicht festgestellt werden. Wegen Körperverletzung mit Todesfolge wurde die Hauptangeklagte, die 44 Jahre alte Cousine des Opfers, im Februar 2017 zu sechs Jahren Haft verurteilt. Die vier Mitangeklagten wurden zu Bewährungsstrafen zwischen eineinhalb und zwei Jahren verurteilt. Nach Auffassung der Jugendstrafkammer des Landgerichts trug vor allem die 44 Jahre alte Hauptangeklagte die Verantwortung für die Tat. Die Getötete hatte nach Feststellung des Gerichts in der Tatnacht begonnen, Selbstgespräche zu führen und um sich zu schlagen. Daraufhin hatte die Hauptangeklagte mit ihren Angehörigen beschlossen, ein Exorzismus-Ritual zu praktizieren. Dabei hatten sie die Frau auf den Boden gedrückt, geschlagen und getreten und ihr ein Handtuch sowie einen mit Stoff bezogenen Kleiderbügel in den Mund geschoben – woran die Frau erstickte.

## Gerichtsverfahren
Im US-Staat Wisconsin wurde der 47-jährige Geistliche Ray Hemphill aus Milwaukee angeklagt, weil er einen achtjährigen Autisten während einer „Teufelsaustreibung“ getötet haben soll. Der Exorzist hatte sich der Anklageschrift zufolge in einer Kirche zwei Stunden lang quer über die Brust des Jungen gelegt. Der Junge sei dadurch erstickt.

## Kontroversen
Die römisch-katholische Kirche erkannte unter Papst Franziskus Anfang Juli 2014 die in etwa 30 Ländern vertretene internationale Vereinigung der Exorzisten (AIE) offiziell als private rechtsfähige Gesellschaft an. Axel Seegers, Theologe bei der Beratungsstelle für Sekten- und Weltanschauungsfragen der Erzdiözese München, sagte in einem Interview: „Prinzipiell ist das weltweit in der Katholischen Kirche kein umstrittenes Thema. Ob in Italien oder Spanien, in Südamerika oder Asien: Überall gibt es ganz selbstverständlich Priester, die Exorzismus durchführen.“ Die römisch-katholische Kirche habe „mehr als eine Milliarde Mitglieder in sehr unterschiedlichen Kulturräumen. Was für uns ausgeschlossen sei, werde in anderen Ländern als vollkommen normal betrachtet.“ Seit dem Fall Anneliese Michel habe es in Deutschland keinen offiziellen Exorzismusfall gegeben, jedoch würden zahlreiche inoffizielle „Teufelsaustreibungen“ teils auch von Priestern vorgenommen. Zudem sei seit der Überarbeitung des Rituale Romanum 1999  vorgeschrieben, dass Priester bei der Begutachtung auch Mediziner und Psychiater hinzuziehen sollen. Der katholische Theologe und Psychotherapeut Jörg Müller berichtet ebenso von einem Bedürfnis vieler Patienten, von „dämonischer Besessenheit und bösen Flüchen geheilt“ zu werden. Die Mehrheit sei „traumatisiert aus der Kindheit aufgrund von Missbrauch sexueller, physischer oder emotionaler Art. Das ist meistens verdrängt und kann dann später Symptome erzeugen, die man irgendeiner Besessenheit zuordnet.“ Heute sei aber bekannt, „dass das eine Form der Abspaltung von Empfindungen und Gefühlen ist, um sich zu schützen“. Eine Abspaltung „führe später zu den bekannten Symptomen wie Stimmen hören, Fratzen sehen oder sich von etwas Fremdem berührt fühlen.“ Trance- und Besessenheitszustände wurden gleichwohl im ICD-10 als seelische Erkrankungen anerkannt und unter F44.3 kodiert.
Christa Roth-Sackenheim, Vorsitzende des Berufsverbandes Deutscher Psychiater, hält exorzistische Rituale für reine Suggestion, da durch sie die Vorstellung von Besessenheit erst geschaffen und das Leid der Betroffenen unter Umständen noch verstärkt werde. „Manifeste seelische Erkrankungen können nicht durch Exorzismus gelöst oder geheilt werden. Es kann aber zu Verschlimmerungen kommen, wenn medizinische Hilfe“ unterbleibe.

## Exorzismus im Film
Angestoßen durch ein Buch Herbert Haags 1969 und eine Rede Papst Pauls VI., waren die Themen Teufelsglaube und Okkultismus Anfang der 1970er-Jahre in Deutschland auch medial sehr präsent. Mit dem Erscheinen des Films Der Exorzist in den amerikanischen Kinos 1973, der bei den Zuschauern Massenhysterien, Übelkeitsanfälle, Herzanfälle und sogar eine Fehlgeburt auslöste, wurde außerdem das Thema Exorzismus wieder in die öffentliche Debatte gebracht. In den USA hatte dieser Film einen signifikanten Anstieg von geleisteten Exorzismen zur Folge. Etwa zeitgleich zum Kinostart in Deutschland verteidigte der Vatikan in einer ausführlichen zweiteiligen Studie im Osservatore Romano die Lehre vom Teufel, so dass die katholischen Geistlichen angehalten waren, auf die nun im deutschen Sprachraum signifikant ansteigenden Exorzismusanfragen nicht abweisend zu reagieren. Der prominenteste dieser Exorzismusfälle ist der Fall der Theologiestudentin Anneliese Michel, die 1975 bereits Verhaltensauffälligkeiten zeigte, woraufhin mehrere Exorzismen an ihr vorgenommen wurden, bevor sie 1976 an den Folgen ihrer Mangelernährung verstarb. Anneliese Michels Geschichte ist 2006 von Hans-Christian Schmid in dem Film Requiem filmisch umgesetzt worden.
Viele filmische Auseinandersetzungen mit dem Exorzismus knüpfen entweder an den Film Der Exorzist oder an ebendiesen prominenten deutschen Exorzismusfall an: Zu dem Film Der Exorzist erschienen zwei Fortsetzungen, zunächst 1977 Exorzist II – Der Ketzer mit der gleichen Besetzung wie der erste Film und 1990 dann Der Exorzist III, der ebenso wie der erste Film aus der Feder William Peter Blattys stammt. Darauf folgten die Prequels Exorzist: Der Anfang (2004) und Dominion: Exorzist – Der Anfang des Bösen (2005), die aber jeweils die gleiche Vorgeschichte von der ersten Begegnung des Exorzisten mit dem Dämon erzählen. Zwischen den Fortsetzungen und Prequels kam im Jahr 2001 der „Director’s Cut“ zu Der Exorzist in die Kinos, der zehn Minuten länger als das Original ist und digital überarbeitet wurde. Etwa zeitgleich hatten zwei Exorzismusfilme ihren Kinostart, die den Fall der Anneliese Michel aufgreifen. Dies sind zum einen die amerikanische Produktion Der Exorzismus von Emily Rose (2005) und zum anderen der deutsche Film Requiem (2006), die beide auf jeweils eigene Art die historische Vorlage verarbeiten. Im Fantasy-Film Constantine von 2005 spielt Keanu Reeves einen Exorzisten mit goldenem Maschinengewehr. In dem Mysterythriller Stigmata von 1999 wird eine Teufelsaustreibung an einer 23-jährigen Frau durchgeführt, verkörpert von Schauspielerin Patricia Arquette, die befürchtet, schwanger zu sein.
Unabhängig von diesem Erzählmuster sind die jüngeren Produktionen, darunter der Film Der letzte Exorzismus (2010), in dem der Befreiungsdienst eines amerikanischen evangelikalen Reverends im Stil einer Mockumentary thematisiert wird. Ein Jahr später wurde der Film The Rite – Das Ritual (2011) gezeigt, der die römisch-katholische Exorzistenschule thematisiert. Der Film Devil Inside (2012) verbindet diese beiden Ansätze zu einer Mockumentary über auszubildende Exorzisten in Rom und ihr Wirken in einem konkreten Fall. Mithilfe eines jüdischen Exorzismus unternimmt man in dem Horrorfilm Possession – Das Dunkle in dir von 2012 den Versuch, den Totengeist Dibbuk, der einer Holzkiste entsprang, aus einem kleinen Mädchen zu bannen.
In all diesen populären Exorzismus-Filmen sind es ausnahmslos junge Frauen und Mädchen, an denen ein Exorzismus durchgeführt wird. Die Figuren in den Exorzismus-Filmen werden in Krisensituationen, wie dem Erwachsenwerden, einem Ortswechsel, einer neuen Lebenssituation und auch dem Gewahrwerden der eigenen Sexualität, von der „bösen Macht“ besessen. Im Bereich der kritischen Rezeption des Horror-Genres Horrorfilm gibt es häufig zwei ambivalente Analyseschemata, zum einen die  Subversion und dem gegenüber die reaktionäre Lesart. Am Beispiel des ersten Teils der Der Exorzist-Reihe gibt es deutliche Schlüsselmomente, in denen eine althergebrachte Ordnung – hier das Patriarchat – durch den Besessenheitsvorfall in Frage gestellt, wieder hergestellt wird. Der Vater des (später besessenen) Mädchens Regan taucht während des gesamten Filmes Der Exorzist nicht auf, wird aber institutionell erhöht durch die beiden Exorzisten Pater Damien Karras und Pater Lancaster Merrin ersetzt. Subversion bedeutet dagegen, eine Zersetzung althergebrachter Deutungs- und Verständnisschemata, die im nicht avantgardistisch geprägten Horrorfilm regulär mit der filmischen Umsetzung des Abjekten einhergehen. In Der Exorzist schlägt die besessene Regan mehrmals mit einer übermenschlichen Kraft ihrem Gegenüber in das Gesicht und erbricht kontinuierlich grünen Schleim. Diese Szenen führten bei den Kinobesuchern in den 1970er Jahren zu körperlichen Reaktionen. Im Film Der Exorzismus von Emily Rose verschärft sich in einer Szene die Herausforderung an den Zuschauer. Nachts wird die Figur Emily Rose von einer unsichtbaren Kraft auf ihr Bett gedrückt und ihr Nachthemd hochgezogen. In einer kurzen Einstellung sieht man nur den Kopf von Emily Rose bis zum Schlüsselbein, der Rest des Körpers ist dabei also nicht zu sehen. Sven Großhans spricht hier von einem „Ghost Rape“.

## Editionen und deutsche Übersetzungen
- Rituale Romanum Pauli V PP. Maximi jussu editum aliorumque pontificum cura recognitum atque auctoritate Ss. D. N. Pii PP. XI ad normam Codicis juris canonici accomodatum. Turonibus [Tours]: Alfred Mame 1927, S. 387–414: Titulus XI. Caput I: De exorcizandis obsessis a daemonio; Caput II: Ritus exorcizandi obsessos a daemonio; Caput III: Exorcismus in Satanam et angelos apostaticos.
- Der Große Exorzismus des Rituale Romanum von 1614 und die Ergänzungen Leos XIII. von 1925 [Übersetzt von Manfred Probst]. In: Manfred Probst / Klemens Richter: Exorzismus oder Liturgie zur Befreiung vom Bösen. Informationen und Beiträge zu einer notwendigen Diskussion in der katholischen Kirche. Münster: Aschendorff 2002, S. 29–44. 44–48.
- Rituale Romanum, ex Decreto Sacrosancti Oecumenici Concilii Vaticani II instauratum, auctoritate Ioannis Pauli PP. II promulgatum: De exorcismis et supplicationibus quibusdam. Editio typica: Città del Vaticano: Libreria Editrice Vaticana 1999; Editio typica emendata 2004; Reimpressio 2005 (85 S.). ISBN 88-209-4822-2; 9-788820-948221.
- Der Große Exorzismus des Rituale Romanum von 1999. Dekret; Vorwort; Vorbemerkungen [Praenotanda]; Exorzismen und einige Bittgottesdienste [Übersetzt von Manfred Probst]. In: Manfred Probst / Klemens Richter: Exorzismus oder Liturgie zur Befreiung vom Bösen. Informationen und Beiträge zu einer notwendigen Diskussion in der katholischen Kirche. Münster: Aschendorff 2002, S. 75–130.